# Sử dụng kháng sinh trong chăn nuôi
Sử dụng kháng sinh trong chăn nuôi là việc sử dụng kháng sinh cho bất kỳ mục đích nào trong chăn nuôi gia súc, trong đó bao gồm điều trị khi ốm (điều trị), điều trị một lô động vật khi có ít nhất một con được chẩn đoán là bị bệnh (sốc phản vệ, tương tự như cách viêm màng não do vi khuẩn gây ra được điều trị ở trẻ em) và điều trị dự phòng (dự phòng). Việc sử dụng liều điều trị phụ trong thức ăn chăn nuôi và nước để thúc đẩy tăng trưởng và cải thiện hiệu quả thức ăn được FDA khuyến khích như là một phần của Chỉ thị Thức ăn Thú y của họ, tìm kiếm sự tuân thủ tự nguyện từ các nhà sản xuất thuốc để ghi lại nhãn cho thuốc kháng sinh. Việc thực hành này đã bị cấm ở châu Âu kể từ năm 2006.
Vào năm 2013, CDC đã hoàn thành và đưa ra một báo cáo chi tiết về tính kháng kháng sinh và phân loại 18 vi khuẩn đề kháng hàng đầu là mối đe dọa khẩn cấp, nghiêm trọng hoặc liên quan. Trong số những sinh vật này, ba vi khuẩn (C. diff, enterobacteriaceae kháng carbapanem, và Neisseria gonorrhoeae) đã được phân loại là các mối đe dọa khẩn cấp và cần được theo dõi và phòng ngừa hơn. Chỉ tính riêng ở Mỹ, hơn 2 triệu người được chẩn đoán bị nhiễm trùng kháng sinh và hơn 23.000 người chết mỗi năm do nhiễm trùng kháng thuốc.
Với những lo ngại về việc sử dụng kháng sinh để chuyển đổi thức ăn, nghiên cứu về các lựa chọn thay thế đang được tiến hành.